# Günther von Kluge
Günther Adolf Ferdinand "Hans" von Kluge (Posen, 30 de Outubro de 1882- Metz, 19 de agosto de 1944) foi um importante líder militar alemão - grande teórico e incentivador da Blitzkrieg.
Nascido em Posen, de uma família de militares prussianos, lutou durante a Primeira Guerra Mundial, como tenente de uma unidade de artilharia, e na Segunda Guerra, como Generalfeldmarschall (marechal de campo) da  Wehrmacht. Foi condecorado com a  Cruz de Ferro com Folhas de Carvalho e Espadas.
Após uma série de reveses militares ocorridos em 1944  e diante da ameaça de punição por Hitler, Kluge cometeu o suicídio no mesmo ano, nas proximidades de Metz.

## Início da carreira
Kluge ingressou no exército alemão na Primeira Guerra Mundial, tendo participado da Batalha de Verdun. No período entre guerras, ascendeu rapidamente na hierarquia militar, alcançando o posto de coronel em 1930, major-general em 1933 e tenente-general no ano seguinte. Em 1936, recebeu o comando de um grupo de exércitos. Seu interesse por guerra móvel logo aproximou-o de Hitler, o que contribuiu mais na sua ascensão militar.

## Segunda Guerra

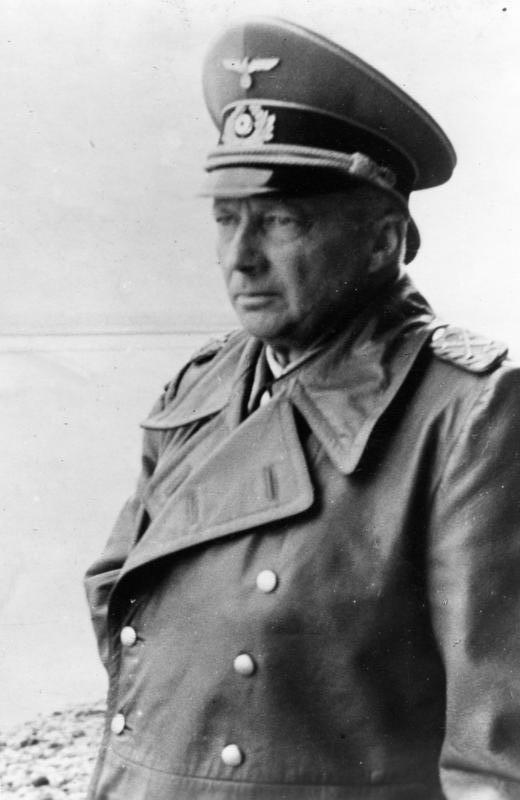
Günther von Kluge (1944)

Com a eclosão da Segunda Guerra Mundial, ele assumiu o 4º Exército na invasão da Polônia. Em 1940, sob o comando desse mesmo exército, tomou parte na invasão da França e Rússia. Na invasão dessa última - já com o posto de marechal-de-campo obtido em junho de 1940 com 12 doze outros generais - von Kluge tornou-se, em 18 de dezembro, comandante do Grupo de Exércitos do Centro, após a destituição de von Bock, em razão da malograda ofensiva contra Moscou.
Após assumir o comando na Rússia, teve com Hitler ásperas discussões a respeito das exigências feitas ao Grupo do Centro e às condições climáticas sob as quais ele estava submetido. Hitler esperava que Kluge fosse capaz de conquistar Moscou com exércitos congelados sem quaisquer condições de se locomover, o que, evidentemente, não ocorreu.
Durante uma visita ao front russo, em 1943, Kluge tomou conhecimento do plano para assassinar Hitler,  arquitetado por conspiradores como Beck, Tresckow, Witzleben e Goerdeler. Kluge até a essa época não havia tomado parte em plano algum para tirar Hitler do poder, embora tivesse contato com Tresckow. Em 27 de outubro de 1943, von Kluge sofreu um grave acidente de carro. Seriamente ferido, somente pôde voltar à ativa em julho de 1944. No retorno, assumiu o comando das forças alemãs no oeste, substituindo o marechal de campo Gerd von Rundstedt.

## Golpe contra Hitler
Em 20 de julho de 1944 ocorreu um atentado a bomba contra Hitler e uma tentativa de golpe. Embora relutasse em participar, Kluge aliou seu destino aos conspiradores quando recebeu a notícia de que Hitler havia morrido. Horas depois, no entanto, recuou rapidamente quando recebeu a notícia de que Hitler estava vivo. Sua medida seguinte foi sustar as ordens já tomadas pelos generais conspiradores em Paris, como, por exemplo, a prisão de 2 mil membros da SS.
A decisão de Kluge foi o principal motivo pelo qual o golpe de 20 de julho não deu certo em Paris. Seu chefe do Estado-Maior, Blumentritt, e tantos outros militares no Ocidente, estavam inclinados a participar, mas precisavam da ordem e da autoridade de Kluge, que, junto com Rommel, poderia influenciar o desenrolar do golpe na França.
Com o fracasso do golpe, von Kluge tornou-se suspeito, e as investigações feitas pela polícia de Himmler inexoravelmente acabaram envolvendo o nome do marechal de campo. A primeira delas veio através do coronel Hofacker, que, submetido a tortura, acabou revelando nomes como o de Kluge, Rommel e Stuelpnagel.
A suspeita sobre o marechal de campo foi encarada por Hitler de forma pessoal. Ao fazer 60 anos, em 1942, Kluge havia recebido do Führer um cheque de 250 mil marcos (100 mil dólares à taxa oficial de câmbio) e uma licença especial para gastar metade desse montante em melhoramentos na sua propriedade particular. O insulto pessoal à honra de um militar não foi problema para Kluge, que aceitou o presente sem maiores constrangimentos.

## Comandante no Oeste
A despeito do ressentimento pessoal de Hitler e da desconfiança que sobre ele pairava, Kluge continuou como Comandante-em-Chefe no Oeste. A situação militar da região não era nada agradável. Em 30 de julho, notificou o quartel-general de Hitler: "Toda a frente ocidental foi rompida… O flanco esquerdo desmoronou-se".
Hitler, então, já planejava uma contra-ofensiva no Oeste. Ordenou um ataque às posições aliadas, que ficaria conhecida como a Operação Lüttich. Os resultados dessa operação foram desastrosos e só pioraram suas relações com Hitler. A operação estava fadada ao fracasso devido à insistência em se manterem posições insustentáveis (linha Caen-Avranches), em atacar sem condições favoráveis(Operação Lüttich) e de não recuar (bolsão ao redor de Falaise), e não propriamente da qualidade de comando de von Kluge.

## Destituição do comando
Quando ficou evidente que os objetivos da operação não seriam alcançados, Hitler ordenou o recuo das tropas e a destituição de Kluge do seu posto. Com o envio imediato de Walter Model para substituí-lo e a convocação para voltar a Alemanha em 16 de agosto, Kluge pressentiu que seria punido pelo líder nazista. Antes de dar fim à própria vida, redigiu a seguinte carta destinada ao Führer: "Quando receberdes estas linhas não existirei mais. [...] A vida nada mais significa para mim. [...] Rommel e eu [...] previmos o presente desenrolar dos acontecimentos. Não nos deram ouvidos. Não sei se o marechal de campo Model, que se distinguiu em todas as esferas, dominará a situação. [...] Caso isso não se dê e vossas armas, às quais dispensais tão grande carinho, não forem coroadas de êxito, tomai então, meu Führer, a decisão de por paradeiro a esta guerra. O povo alemão tem suportado tão incomensurável sofrimento, que é tempo de por um ponto final a esse horror. Sempre admirei vossa nobreza… Se o destino é mais forte que vossa vontade e vosso gênio, assim também é a Providência. [...] Mostrai-vos agora, também, bastante magnânimo para terminar uma luta sem esperanças, quando necessário".
Hitler leu a carta em silêncio e - segundo declarou Jodl em Nuremberg - entregou-lhe sem comentários. Dias depois, em uma conferência militar, em 31 de agosto de 1944, Hitler, comentou a respeito de von Kluge: "Eu, pessoalmente, o promovi duas vezes, dei-lhe as mais altas condecorações, uma grande propriedade… e uma grande quantia suplementar ao seu soldo de marechal-de-campo".
Em 15 de agosto de 1944, a situação no Fronte Ocidental estava se deteriorando a cada minuto. O carro de Kluge é danificado por um bombardeio aliado e o marechal acaba ficando isolado e sem contato com suas tropas e o mundo exterior como um todo pro diversas horas. Hitler imediatamente suspeitou que Kluge estava negociando com os Aliados. Klunge acabou sendo demitido dois dias depois do comando do oeste e substituído por Walter Model. Quando foi chamado de volta a Berlim para uma reunião com Hitler, Kluge estava convencido de que havia sido implicado no complô de 20 de julho e optou por cometer suicídio em 19 de agosto usando cianeto de potássio. Em seu testemunho final numa carta, ele reafirmou sua lealdade a Hitler e expressou a opinião de que a Alemanha precisava encerrar a guerra, escrevendo que "o povo alemão passou por um sofrimento tão indizível que é hora de acabar com esse horror".